# Eucalathis rotundata
Eucalathis rotundata är en armfotingsart som beskrevs av Cooper 1981. Eucalathis rotundata ingår i släktet Eucalathis och familjen Chlidonophoridae. Inga underarter finns listade i Catalogue of Life.